# Distrito de El Tallán
El distrito de El Tallán es uno de los diez que conforman la provincia de Piura en el departamento de Piura en el norte del Perú. Limita por el norte con los distritos de La Arena y Cura Mori; por el sur con el distrito de Cristo Nos Valga; por el este con el distrito de Catacaos; por el oeste con el distrito de La Unión; y, por el suroeste con el distrito de Bernal.

## Historia
El distrito fue creado mediante Ley N° 15434 del 19 de febrero de 1965, en el primer gobierno del Presidente Fernando Belaúnde.

## Geografía
Está situado en la costa norte del Perú, a 15 metros sobre el nivel de mar. Se encuentra ubicado a 9 km del distrito de La Unión y a 40 km de la provincia de Piura, en el valle del Bajo Piura y abarca una superficie de 116,52 km².  Su territorio está dividido por el paso del río Piura, lo cual forma dos zonas prevalecientes, respecto a población, territorio y aspectos socioeconómicos.
Su capital es el centro poblado de Sinchao.

## División administrativa

### Centros poblados
- Urbanos
  - Sinchao, con 1 789 hab.
  - El Tabanco, con 1 624 hab.
  - Nuevo Sinchao Chico, con 838 hab.
  - Nuevo Tallán, con 648 hab.

- Rurales 
  - Chatito Sur, con  384 hab.
  - Nuevo Piedral, con  325 hab.
  - Zona Ventura, con 342 hab.

## Personajes ilustres
- ARTIDORO SILVA YARLEQUE, nace el 14 de diciembre de 1931, en el seno del hogar formado por Don José del Carmen Silva Sullón y Doña Baltazara Yarlequé Sandoval. Fue el primogénito de la familia que completaban Rosa, Florencio y Agustina.

Cuando Artidoro tenía 8 años de edad, su papá, que era comerciante (arriero), fue asaltado y despojado de toda su mercadería.
Éste decidió entonces, partir de su natal Catacaos a Sinchao Chico para iniciar una nueva vida. Al principio fue leñador;su esposa le ayudaba vendiendo carne. Juntando algo de dinero compraron una chacra en Sinchao Grande. Aquí, su hijo Artidoro, inicia su primaria a los 12 años de edad y la culmina a los 16. En esa época no eran raros estos casos.
El deseo del joven Artidoro era estudiar mecánica, lo que no pudo hacer por falta de recursos económicos en la familia, abrazando el mismo oficio que su padre. Viajó por Chimbote, Huaraz, Carhuaz, etc.
A su regreso contrajo matrimonio con Rita Mechato Ipanaqué, el 10 de octubre de 1 955 (en lo civil) y al día siguiente, ante Dios, en la Parroquia San Silvestre de La Unión.
El 4 de mayo de 1 956 nace su primer hijo, Wilfredo, quien hoy es ingeniero industrial y trabaja en la hidroeléctrica del Cañón del Pato en Ancash.
Luego vinieron: Artidoro (docente en la Institución Educativa "El Tallán"), Leonidas (ingeniero agrónomo que labora en la Junta de Usuarios de Riego del Medio y Bajo Piura), Baltazara (pequeña empresaria), María del Pilar (profesora de primaria en Lancones), José del Carmen (catedrático en la UNP), Gaspar (administrador de canal 7 de Piura), José Florencio (fiscal en Castilla) y Walter (docente y artista)
OBRAS DE ARTIDORO SILVA YARLEQUÉ, LÍDER COMUNAL DE EL TALLÁN
Pero no sólo formó hijos profesionales a pesar de ser un humilde campesino. Artidoro también fue un líder comunal. Organizó, junto a su amigo Abraham Negri Ulloa y 30 agricultores más, la Cooperativa Agraria de Sinchao Grande, la misma que presidió. En ciento veinte hectáreas sembraron el apreciado algodón Pima. Para ello tuvieron que perforar un pozo e instalar un motor de regadío, pues en ese tiempo aún no se había edificado la represa de Poechos. Dicho pozo sirvió además para dotar de agua potable al pueblo.
VIAJE A LOS ESTADOS UNIDOS
En marzo de 1 966, durante el primer gobierno de Fernando Belaúnde Terry, Artidoro y su amigo Abraham Negri partieron becados a los Estados Unidos para aprender en dicha nación técnicas modernas en agricultura y ganadería.
A su retorno, junto a los demás cooperativistas, instalaron un establo tecnificado de vacas Holstein (ganado lechero) que producían leche que vendían en Sinchao, La Unión y hasta en Piura. Las ganancias del negocio les permitió adquirir una camioneta, más reses y tierras para pasto. Lamentablemente cuando Artidoro se retira de la presidencia, la cooperativa cayó en la ruina y desapareció.
Este incansable gestor junto a su inseparable amigo Negri, logró la creación de El Tallán como distrito, siendo el primer secretario del Concejo cuando ese cargo no era remunerado. También la creación del colegio secundario se debe a él. 
Fue Gobernador ad honorem (sin sueldo) durante 3 períodos y directivo de la Comunidad Campesina "San Juan Bautista" de Catacaos.
Este ilustre y ejemplar agricultor falleció el 10 de septiembre de 2003, a punto de cumplir los 72 años de edad. 
Su viuda afirma que Don Artidoro vivió para servir a los demás sin esperar pago alguno. Sus hijos lo recuerdan como el ser que les enseñó disciplina y amor por el trabajo y el estudio.
- ABRAHAM NEGRI ULLOA

## Autoridades

### Municipales
- 2019 - 2022[2]
  - Alcalde: Leonardo Macalupu Zapata, del Movimiento Independiente Fuerza Regional.
  - Regidores:

  1. Félix Mechato More (Movimiento Independiente Fuerza Regional)
  2. Timoteo Inga Ramos (Movimiento Independiente Fuerza Regional)
  3. José Bladimiro Cobeñas Castro (Movimiento Independiente Fuerza Regional)
  4. Miriam Jhovany Ramos More (Movimiento Independiente Fuerza Regional)
  5. Yimmy Alexander Fernández Ipanaque (Movimiento de Desarrollo Local Modelo Región Piura)

Alcaldes anteriores
- 2015-2018:[3] Juan Teodoro Mena Moscol, del Movimiento Regional Seguridad y Prosperidad (SP).
- 2011-2014:[4] Ciprian Zapata Ramos, Movimiento Fuerza 2011.
- 2007-2010: Juan Mechato Estrada.

### Policiales
- Comisario de Piura: Comandante PNP Roberto Cedrón Vera.

## Festividades
- Febrero: Señor de Chocán.
- Junio: San Juan Bautista.
- Agosto: Santísima Cruz de Motupe.
- Octubre: Señor de los Milagros.(señor cautivo de ayabaca)
- Diciembre: DIVINO NIÑO DIOS